# Margerine Eclipse
Margerine Eclipse é o oitavo álbum de estúdio do grupo Stereolab, foi lançado em 2004, pela Elektra. 

## Faixas
1. "Vonal Declosion" – 3:34
2. "Need to Be" – 4:50
3. ""...Sudden Stars"" – 4:41
4. "Cosmic Country Noir" – 4:47
5. "La Demeure" – 4:36
6. "Margerine Rock" – 2:56
7. "The Man with 100 Cells" – 3:47
8. "Margerine Melodie" – 6:19
9. "Hillbilly Motobike" – 2:23
10. "Feel and Triple" – 4:53
11. "Bop Scotch" – 3:59
12. "Dear Marge" – 6:56